# Campus Italia
Il Campus Italia è la squadra della FIGH (Federazione Italiana Giuoco Handball), con sede a Chieti, attualmente militante in Serie A Silver e che coinvolge i principali talenti italiani di 16, 17 e 18 anni.

## Storia
Il progetto Campus Italia parte nel 2021, con l'idea di raggruppare atleti Under 17 e farli partecipare al campionato di Serie A2, con lo scopo di rafforzare e forgiare nuovi talenti, anche in ottica Nazionale di categoria; la squadra è affidata al direttore tecnico delle nazionali maschili Riccardo Trillini e non ha obblighi di classifica. Nella stagione d'esordio la squadra si classifica al sesto posto finale, alternando ottime prestazioni con le squadre di alta classifica a partite incolori contro quelle di bassa.
Per la stagione 2022-2023 data la rinuncia alla massima serie della Pallamano Trieste, viene ripescata in Serie A Gold, sbarcando dunque in prima lega dopo solo un anno. Anche per la presente stagione la squadra non ha obblighi di classifica, in quanto è già sicura di ritornare nella seconda lega la stagione successiva.

## Cronistoria
- 2021-2022 • 6º posto in Serie A2 Girone B
- 2022-2023 • 12º posto in Serie A Gold
- 2023-2024 • 10º posto in Serie A Silver
- 2024-2025 • 11º posto in Serie A Silver

## Palasport
Il Campus Italia disputa le sue gare interne al Pala Santa Filomena di Chieti, sede del Centro Tecnico Federale della FIGH dal 2020, che ha una capienza di 1500 posti.

## Allenatori e presidenti

### Allenatori
- 2021-2022  Riccardo Trillini
- 2022-2023  Pasquale Maione
- 2023-2024  Riccardo Trillini
- 2024-  Settimio Massotti

### Presidenti
- 2021-2023  Pasquale Loria
- 2023-2024  Francesca Macioce[4]
- 2024-  Stefano Podini

## Rosa 2024-2025

### Giocatori
| N° | Naz.                 | Ruolo | Sportivo                   | Anno |  |  |
| -- | -------------------- | ----- | -------------------------- | ---- |  |  |
| 12 | Italia (bandiera)    | P     | Ugo Della Casa Bellingegni | 2007 |  |  |
| 16 | Italia (bandiera)    | P     | Omar Mejri                 | 2006 |  |  |
| 69 | Italia (bandiera)    | P     | Duccio Bini                | 2007 |  |  |
| 2  | Italia (bandiera)    | T     | Samuele Antonutti          | 2006 |  |  |
| 3  | Italia (bandiera)    | A     | Gabriele Somma             | 2006 |  |  |
| 4  | Italia (bandiera)    | A     | Francesco Lupo Timini      | 2007 |  |  |
| 5  | Italia (bandiera)    | T     | Nicholas Trost             | 2007 |  |  |
| 8  | Italia (bandiera)    | T     | Wasim Khouaja              | 2006 |  |  |
| 9  | Italia (bandiera)    | PV    | Matteo Agrillo             | 2008 |  |  |
| 10 | Italia (bandiera)    | A     | Pietro Lo Duca             | 2007 |  |  |
| 17 | Italia (bandiera)    | PV    | Davide Babini              | 2007 |  |  |
| 18 | Italia (bandiera)    | T     | Federico Pavani            | 2009 |  |  |
| 21 | Italia (bandiera)    | T     | Antonio Capozzoli          | 2006 |  |  |
| 22 | Italia (bandiera)    | T     | Simone Giambartolomei      | 2006 |  |  |
| 23 | Italia (bandiera)    | T     | Manuel Chirivì Grassi      | 2007 |  |  |
| 26 | Italia (bandiera)    | T     | Antonio D'Incecco          | 2007 |  |  |
| 36 | Italia (bandiera)    | PV    | Efrem Saccardo             | 2006 |  |  |
| 44 | Italia (bandiera)    | A     | Simon Sirot                | 2007 |  |  |
| 84 | Sri Lanka (bandiera) | T     | Naveesha Yatawarage        | 2006 |  |  |
| 91 | Italia (bandiera)    | T     | Alessandro Zagaria         | 2009 |  |  |

### Staff
- Allenatore:  Settimio Massotti
- Vice allenatore:  Marcello Gabriele
- Preparatore dei portieri:  Cristiano Giambartolomei
- Preparatore atletico:  Dante Falasca
- Team manager:  Silvano Seca

## Iniziative di diffusione
Al progetto del Campus Italia la FIGH ha dedicato una web-serie, denominata "#CampusItalia | LA SERIE". Il prodotto editoriale, interamente scritto e realizzato dalla Federhandball, racconta la vita, dentro e fuori dal campo, dei giovani talenti impegnati nel percorso biennale con l'Accademia Federale. Le puntate di "#CampusItalia | LA SERIE" sono diffuse attraverso i canali della Federazione su YouTube, Instagram, TikTok e Facebook. Le puntate del biennio 2021-2023 sono state distribuite anche sulla piattaforma Eleven Sports. 